# 楊維翰 (明朝)
楊維翰（?—?），字子固，號方塘，諸暨人，明朝書畫家。
楊維楨之兄，幼從父杨宏学经史诗文，不下樓五年。早年擔任郡文学，再改為慈溪校官，晚年擔任饶州（今江西上饶）双溪书院山长，卒於任上。善畫墨竹，柯九思甚為推崇，誉为“方塘竹”。與宋克、王绂、夏昶合称明代墨竹四大家。著有《艺游略》。